# Женщина, за которую стоит убивать
«Женщина, за которую стоит убивать» (англ. A Dame to Kill For) — ограниченная серия комиксов издательства Dark Horse Comics. Вторая история в рамках цикла «Город грехов» и первая выпущенная в формате ограниченной серии. Позже переиздана несколько раз как графический роман.

## Сюжет
Фотограф Дуайт Маккарти вновь встречает роковую женщину Аву, которая однажды обманула его. Теперь ей вновь нужна его помощь.

## Критика
В обзоре комикса для журнала Journal of Adolescent & Adult Literacy Джеймс Блэзингейм отметил, что графический и сценарный смысл отлично объединены в полную историю. И добавил, что «все элементы хорошего романа присутствуют: сюжет; начало, середина, конец; резкое крещендо, полностью разработанные персонажи; сложные конструкции повествования, а также, несмотря на графический стиль Миллера, социально тревожные вопросы о природе добра и зла, справедливости и искупления показаны не так чёрно-бело».

## Награды
Премия Айснера в номинации «Лучшая ограниченная серия».

## Экранизация
Комикс стал основой для фильма «Город грехов 2». Роль Дуайта Маккарти исполнил Джош Бролин, Авы Лорд — Ева Грин.
К своим ролям вернулись Микки Рурк, Брюс Уиллис, Джессика Альба и Розарио Доусон, которые в первом фильме сыграли соответственно Марва, Хартигана, Нэнси и Гейл.
Из-за беременности Девон Аоки роль Михо исполнила актриса Джейми Чон. Деннис Хейсберт сыграл Манута вместо Майкла Кларка Дункана, который умер до начала производства сиквела.